# Тейлър (окръг, Флорида)
Вижте пояснителната страница за други значения на Тейлър.
Окръг Тейлър (на английски: Taylor County) е окръг в щата Флорида, Съединени американски щати. Площта му е 3191 km², а населението - 19 256 души (2000). Административен център е град Пери.